# Pawłów
Pawłów è un comune rurale polacco del distretto di Starachowice, nel voivodato della Santacroce.
Ricopre una superficie di 137,39 km² e nel 2004 contava 15 098 abitanti.